# 科林斯縣區 (伊利諾伊州威廉森縣)
科林斯縣區（英語：Precincts (United States)）是位於美國伊利諾伊州威廉森縣的一個縣區。

## 地方資料
根據2010年美國人口普查的數據，科林斯縣區的面積為94.13平方千米，當中陸地面積為93.87平方千米，而水域面積為0.26平方千米。當地共有人口1033人，而人口密度為每平方千米10.97人。